# Gasgerät
Ein Gasgerät ist ein mit dem Brennstoff Gas betriebenes Gerät.
Gasgeräte müssen eine CE-Kennzeichnung tragen und die deutschen Aufstell- und Anschlussbedingungen erfüllen. Dazu gehört die Angabe der geeigneten Gasart und Verteilungsdrücke als Gerätekategorie nach DIN EN 437.
In den Richtlinie 90/396/EWG und 2009/142/EG wurden Gasgeräte als „Gasverbrauchseinrichtungen“ bezeichnet. Die 2023 gültige Verordnung (EU) 2016/426 spricht von „Geräten zur Verbrennung gasförmiger Brennstoffe“.
Die Nennbelastung {\displaystyle {\dot {Q}}_{\text{NB}}} bezeichnet entweder die nominelle oder die bei der Inbetriebnahme eines Gasgeräts fest eingestellte Wärmebelastung. Bei Gasgeräten mit einstellbarer Nennbelastung liegt diese zwischen der größten Belastung {\displaystyle {\dot {Q}}_{\text{Bmax}}} und kleinster Belastung {\displaystyle {\dot {Q}}_{\text{Bmin}}}.
Die Nennbelastung (Aufnahmeleistung) ist nicht zu verwechseln mit der Nennleistung (Abgabeleistung) des Geräts. Die größte Belastung des Einzelgeräts {\displaystyle {\dot {Q}}_{\text{Bmax}}} ist nicht zu verwechseln mit der größten in einer Gasinstallation insgesamt angeschlossenen Nennbelastung {\displaystyle {\dot {Q}}_{\text{NB,max}}}, die bei der Dimensionierung von Rohrleitungen und Gas-Strömungswächtern von Relevanz ist.

## Verwendungszweck
Die Technische Regel für Gasinstallationen (TRGI) unterscheidet folgende Gasgeräte nach ihrem Verwendungszweck
- Gas-Durchlaufwasserheizer (DWH), ein Gerät der Art A, B oder C
- Gas-Vorratswasserheizer (VWH), ein Gasgerät der Art B oder C
- Gas-Kombiwasserheizer (KWH), ein Gasgerät der Art B oder C
- Gas-Heizkessel (HK), ein Gasgerät der Art B oder C zur Beheizung
- Gas-Brennwertgerät, ein Gasgerät der Art B oder C zur Beheizung oder Wassererwärmung
- Gas-Raumheizer (RH), ein Gasgerät der Art A, B oder C in der Art eines Einzelofens
- Gas-Warmlufterzeuger (WLE), ein Gasgerät der Art B oder C zur Beheizung
- Gas-Heizstrahler (HS), ein Gasgerät der Art A, B oder C zur Beheizung
- Gas-Heizherd (HH), ein Gasgerät der Art B oder C zum Kochen und Backen und Beheizen des Aufstellraumes
- Gasherd (H), ein Gasgerät der Art A zum Kochen und/oder Backen
- Gas-Kühlschrank (KS), ein Gasgerät zum Kühlen
- Gas-Wärmepumpe (WP) zur Beheizung oder Wassererwärmung
- Gas-Saunaofen (SO), ein Gasgerät der Art B oder C
- gasbeheizter Haushalts-Wäschetrockner (WT), ein Gasgerät der Art B oder C mit maximaler Wärmebelastung von 6 kW.[6]
- Gasgrill (G), ein Gasgerät der Art A
- Gaslaterne (L), Gasleuchte oder Gasfackel, ein Gasgerät der Art A
- Gas-Terrassenstrahler (TS), ein Gasgerät der Art A
- dekoratives Gasfeuer für offene Kamine, ein Gasgerät der Art B
- Gas-Klimagerät zum Heizen und Kühlen von Gebäuden
- Brennstoffzellen-Heizgerät (BZ) zur Erzeugung von Strom und Wärme
- Gasbrenner mit oder ohne Gebläse zum Ein- oder Anbau in anderen Gasgeräten
- gasbetriebenes Blockheizkraftwerk zur Erzeugung von Stom und Wärme durch Verbrennungsmotor, Stirlingmotor oder Gasturbine
- Erdgastankgerät (ETG) zur Befüllung von Erdgastanks in Kraftfahrzeugen mit komprimiertem Erdgas

## Gasgerätearten
Die TRGI unterscheidet:
- Gasgeräte ohne Zuluft- und Abgasanlage, diese werden bezeichnet als
  - Gasgeräteart A – raumluftabhängige Gasgeräte
- Gasfeuerstätten, deren Abgase über eine Abgasanlage abgeführt werden, unterteilt in
  - Gasgeräteart B – raumluftabhängige Gasgeräte und
  - Gasgeräteart C – raumluftunabhängige Geräte

### Gasgeräteart A
Gasgeräte der Art A sind raumluftabhängig, das heißt, ihre Verbrennungsluft wird dem Aufstellraum entnommen. Die Abgase verbleiben im Raum und müssen durch Belüftung abgeführt werden.
Unterschieden wird ferner in Geräteart
A1 – ohne Gebläse – z. B. Gasherde, Kocher, Wok-Brenner, Heizpilze, Heizstrahler, Bunsenbrenner
A2 – mit Gebläse hinter dem Brenner bzw. Wärmetauscher
A3 – mit Gebläse vor dem Brenner
Ein der Gasgeräteart nachgestelltes „AS“ (atmosphere sensity) steht für eine Raumluftüberwachungseinrichtung.

### Gasgeräteart B
Gasgeräte der Art B sind raumluftabhängig, das heißt, ihre Verbrennungsluft wird dem Aufstellraum entnommen. Die Abgase der Geräte Art B werden ins Freie abgeführt.
Typische Vertreter der Geräteart B sind atmosphärische Heizkessel, Gaswasserheizer, Umlaufwasserheizer und Einzelöfen.
Alle Gasgeräte der Art B müssen das Schutzziel 2 erfüllen: Ausreichende Verbrennungsluftversorgung
Gasgeräte mit Strömungssicherung (Art B1 und B4) müssen zusätzlich das Schutzziel 1 erfüllen: Sicheres Betriebsverhalten im Anfahrzustand (Abgasverdünnungsraum)
Der erste Index hinter dem Buchstaben „B“ hat folgende Bedeutung:
1 – mit Strömungssicherung
2 – ohne Strömungssicherung
3 – ohne Strömungssicherung einschließlich Luft-Abgas-Verbindungsstück; alle unter Überdruck stehenden Teile des Abgasweges sind von der Verbrennungsluft umspült; zum Anschluss an eine eigene oder an eine gemeinsame Abgasanlage (Unterdruckbetrieb)
4 – mit Strömungssicherung und mit zugehöriger Abgasleitung und Windschutzeinrichtung
5 – ohne Strömungssicherung und mit zugehöriger Abgasleitung und Windschutzeinrichtung
Der zweite Index hinter dem Buchstaben „B“ hat folgende Bedeutung:
1 – ohne Gebläse
2 – mit Gebläse hinter dem Brenner bzw. Wärmetauscher
3 – mit Gebläse vor dem Brenner
4 – Gebläse hinter der Strömungssicherung
Ein der Bezeichnung von Gasgeräten der Art B1x oder B4x nachgestelltes „BS“ steht für blocked safety und weist auf eine Abgasüberwachungseinrichtung (AÜE) hin. Ein nachgestelltes „AS“ steht für eine Raumluftüberwachungseinrichtung.
Den Gasgerätearten B22 und B23 wird den beiden Indizes noch der Buchstabe „P“ oder „D“ hinzugefügt. „P“ bedeutet, dass die Abgasführung bestimmungsgemäß unter Überdruck geschieht. „D“ bedeutet, dass die feuchte Trocknungsluft von gasbeheizten Wäschetrocknern oder ähnlichem gemeinsam mit Abgasanteilen über eine Leitung direkt ins Freie geführt wird.
Die raumluftabhängigen Gasgeräte der Art B müssen durch Undichtigkeiten in der Gebäudehülle oder besondere Belüftungsmaßnahmen ausreichend mit Verbrennungsluft versorgt werden. Unter anderem sollen die Regelungen zum Verbrennungsluftverbund dies sicherstellen.
Die Abgase der Geräte können über gewöhnliche Abgasschornsteine abgeführt werden.

### Gasgeräteart C
Gasgeräte der Art C sind raumluftunabhängig, denn sie bilden ein zum Aufstellraum hin geschlossenes System: Ihre Verbrennungsluft wird aus dem Freien zugeführt und die Abgase werden ins Freie abgeführt. Moderne Brennwertgeräte erreichen den besten Wirkungsgrad, wenn sie an ein Luft-Abgas-System angeschlossen werden, bei dem die Verbrennungsluft in einem Doppelrohr außen an den Abgasen vorbeigeführt wird.
Der erste Index hinter dem Buchstaben „C“ hat folgende Bedeutung:
1 – horizontale Zuführung der Verbrennungsluft und Abführung des Abgases durch die Außenwand oder über Dach. Die Mündungen befinden sich nahe beieinander im gleichen Druckbereich – z. B. Einzelöfen / Raumheizer als Aussenwandgeräte
2 – Verbrennungsluft-Zu- und Abgasabführung zum Anschluss an einen gemeinsamen Schacht für Luft und Abgas
3 – Verbrennungsluft-Zu- und Abgasabführung senkrecht über Dach. Die Mündungen befinden sich nahe beieinander im gleichen Druckbereich.
4 – Verbrennungsluft-Zu- und Abgasabführung zum Anschluss an ein für Mehrfachbelegung ausgelegtes Luft-Abgas-System (LAS)
5 – getrennte Verbrennungsluft-Zuführung und Abgasabführung. Die Mündungen befinden sich in unterschiedlichen Druckbereichen.
6 – vorgesehen für den Anschluss an eine nicht mit dem Gasgerät geprüfte Verbrennungsluftzu- und Abgasabführung.
7 – vertikale Verbrennungsluft-Zu- und Abgasabführung. Die Verbrennungsluft wird dem Dachboden entnommen und die Abgase über Dach abgeführt. Eine Strömungssicherung ist im Dachboden angeordnet. Für diese Gasgeräteart gibt es in Deutschland keine Aufstellregeln und sie entsprechen nicht den Festlegungen der MFeuV für raumluftunabhängige Feuerstätten. Die Installation kann mit baurechtlicher Ausnahme geschehen.
8 – mit Abgasanschluss an eine eigene oder an eine gemeinsame Abgasanlage (Unterdruckbetrieb) und getrennter Verbrennungsluft-Zuführung aus dem Freien
9 – mit Verbrennungsluft-Zu- und Abgasabführung senkrecht über Dach. Die Mündungen befinden sich nahe beieinander im gleichen Druckbereich. Die Verbrennungsluftzuführung erfolgt vollständig oder teilweise über einen bestehenden Schacht als Gebäudebestandteil.
Der zweite Index hinter dem Buchstaben „C“ und dem ersten Index hat die gleiche Bedeutung wie bei Gasgeräten der Art B:
1 – ohne Gebläse
2 – mit Gebläse hinter dem Brenner bzw. Wärmetauscher
3 – mit Gebläse vor dem Brenner
Wenn alle unter Überdruck stehenden Teile des Abgaswegs von der Verbrennungsluft umspült oder erhöhte Dichtheitsanforderungen erfüllt werden, können folgende Gasgerätearten mit einem „x“ gekennzeichnet werden:
C12(x), C32(x), C42(x), C52(x) und C62(x)
Mit Ausnahme der Geräteart C6x sind zur Verbrennungsluft-Zu- und Abgasabführung die vom Gerätehersteller vorgesehenen, typgeprüften und bauaufsichtlich zugelassenen Systeme zu verwenden.

## Kategorien
Die Gasgerätekategorie bestimmt, mit welcher Art von Gasen ein Gerät betrieben werden darf.
Kategorie I
Geräte dieser Kategorie sind für den Betrieb mit Gasen einer Gasfamilie geeignet,
Kategorie II
Geräte der Kategorie II können durch den Tausch der Brennerdüse mit Gasen zweier Gasfamilien verwendet werden
Kategorie III
Geräte der Kategorie III können mit allen Gasfamilien betrieben werden.
Die Angabe der Kategorie I und II wird durch Indexzahlen ergänzt, die festlegen, ob das Gerät für Gase der Familien 1,2, 3 oder 4 geeignet ist.
Bei Gasen der zweiten und dritten Gasfamilie werden meist zusätzlich die Gasgruppe angegeben. Bei Erdgas kann es sich dabei um die nach dem Prüfgas benannten Gruppen LL (für L-Gas) oder E (für H-Gas) handeln und bei Flüssiggas um die Untergruppen P (für Propan) oder B (für Butan).
Die Kennzeichnung „II2ELL3P/B“ würde dementsprechend bedeuten, dass das Gasgerät der Kategorie II mit zwei Gasfamilien betrieben werden kann, nämlich mit Gasen der 2. Gasfamilie (Erdgas) der Gruppe E und LL und Gasen der 3. Gasfamilie (Flüssiggas) der Gruppe P (Propan) und B (Butan).

## Installation von Gasgeräten

### Anschluss von Gasgeräten
Jede Gasverbrauchseinrichtung (GVE) muss mit einer Thermischen Absperreinrichtung (TAE) ausgestattet sein. Die Regelung, eine TAE vor einem Gaszähler oder einer Stockwerksdurchführung einzubauen, ist von Seiten der TRGI nicht vorgesehen. Hier sind jedoch insbesondere die Bestimmungen des jeweilig zuständigen Gasversorgungsunternehmens (GVU) maßgebend.
Die Kennzeichnung „t“ ist bei allen Gaszählern neuerer Bauart vorhanden. Der Zähler selbst und auch die TAE erfüllen die gleiche Standzeit bei einem eventuellen Brand. D. h. sowohl TAE und auch Zähler sind im Brandfall gleich beim Zeitverlauf des ungewünschten Gasaustrittes. Eine gewünschte, weitergehende Schutzfunktion der TAE kann damit nicht erfüllt werden.

### Aufstellung von Gasgeräten
U. A. Schutzziele, Verbrennungsluftverbund, …
Gasgeräte dürfen nur von im Installateurverzeichnis eingetragenen Fachleuten aufgestellt und in Betrieb gesetzt werden.
Ausgenommen: Gasgeräte ohne Abgasanlage wie z. B. Gasherd, Gasgrill, Gas-Terrassenstrahler etc. mit einer Leistung bis zu 18 kW.

### Inbetriebnahme
Volumetrische Methode; Anhand der Verbrauchten Gasmenge bei Volllast des Gasgerätes. Zur Feststellung und Einstellung des Fließdrucks (Gasfließdruck, auch als Anschlußdruck bezeichnet) ist ein 2. Mann mit Stoppuhr am Gaszähler notwendig.
Vorteil: Keine Herstellerunterlagen, kein Messgerät
Düsendruckmethode; U-Rohrmanometer (oder ein anderes geeignetes Messgerät) am Gasgerät, Fließdruck-Einstellung bei Volllast aus Herstellerunterlagen (Herstellertabelle).
Vorteil: 1 Mann